# María Vasco
María Vasco (Barcelona, 26 december 1975) is een Spaanse snelwandelaarster. Ze is een van de sterkste Spaanse snelwandelaarsters. Zo is ze vijftienvoudig Spaans kampioene en heeft de Spaanse records in handen op de 3000 m, 5000 m, 10.000 m, 5 km, 10 km en de 20 km. In totaal nam ze vijfmaal deel aan de Olympische Spelen en won hierbij één bronzen medaille.
Tijdens haar eerste internationale optreden werd Vasco vijftiende op het WK voor junioren in Plovdiv. In 1996 werd ze Spaans kampioene op de 10.000 m snelwandelen en de 10 km snelwandelen. Dat jaar nam ze ook deel aan de Olympische Spelen van Atlanta, maar werd slechts 28e op de 10 km snelwandelen. Een jaar later won ze haar eerste medaille op een internationale wedstrijd met het winnen van het zilver op de 10 km snelwandelen van het EK onder 23 jaar achter de Russische Olga Panfyorova (goud) en voor de Portugese Susana Feitor (brons).
Op de Olympische Spelen van Sydney in 2000 won María Vasco een bronzen medaille op de 20 km snelwandelen in 1:30.23 achter de Chinese Wang Liping (goud) en de Noorse Kjersti Tysse Plätzer (zilver). Vier jaar later werd ze op dit nummer zevende op de Olympische Spelen van Athene. Op het WK 2007 in Osaka werd ze derde achter de Russinnen Olga Kaniskina (goud) en Tatjana Sjemjakina (zilver) op het onderdeel 20 km snelwandelen.

## Titels
- Spaans kampioene 10.000 m snelwandelen - 1996, 1997, 1998, 1999, 2001, 2002, 2003, 2004, 2005
- Spaans kampioene 10 km snelwandelen - 1996
- Spaans kampioene 20 km snelwandelen - 1998, 2001, 2002, 2003, 2004

## Persoonlijke records
Baan
| Onderdeel             | Prestatie | Datum        | Plaats    |
| --------------------- | --------- | ------------ | --------- |
| 3000 m snelwandelen   | 12.20,44  | 13 juni 2004 | Gavà      |
| 5000 m snelwandelen   | 20.57,11  | 2 juni 2007  | Barcelona |
| 10.000 m snelwandelen | 43.02,04  | 21 juli 2001 | Valencia  |

Weg
| Onderdeel          | Prestatie | Datum            | Plaats    |
| ------------------ | --------- | ---------------- | --------- |
| halve marathon     | 1:21.00   | 25 mei 2001      | Tarragona |
| 10 km snelwandelen | 43.02     | 20 augustus 1998 | Boedapest |
| 20 km snelwandelen | 1:27.25   | 21 augustus 2008 | Peking    |

## Palmares

### 5000 m
- 1990: 15e WJK - 23.47,98

### 10 km snelwandelen
- 1995: 26e WK - 45.05
- 1996: 28e OS - 46.09
- 1997: 22e Wereldcup - 43.54
- 1997:  EK <23 jr. - 44.01
- 1998: 5e EK

### 20 km snelwandelen
- 1999: 10e WK - 1:33.35
- 1999: 23e Wereldbeker - 1:32.88
- 2000:  OS - 1:30.23
- 2001: 5e WK - 1:30.19
- 2002: 8e Wereldbeker - 1:30.57
- 2003:  Europacup - 1:28.10
- 2004:  Wereldbeker - 1:27.36
- 2004: 7e OS - 1:30.06
- 2005: 4e WK - 1:28.51
- 2005:  Mediterranean Games - 1:34.28
- 2006: 15e EK - 1:32.50
- 2007:  WK - 1:30.47
- 2008: 5e OS - 1:27.25
- 2010:  Wereldbeker - 1:31.55
- 2011: 13e WK - 1:32.42
- 2012: 10e OS - 1:28.14